# Le Bourgneuf-la-Forêt
 Le Bourgneuf-la-Forêt  es una población y comuna francesa, en la región de Países del Loira, departamento de Mayenne, en el distrito de Laval y cantón de Loiron.

## Demografía
| 1474 | 1435 | 1402 | 1397 | 1466 | 1537 |
| Para los censos de 1962 a 1999 la población legal corresponde a la población sin duplicidades (Fuente: INSEE [Consultar]) |      |      |      |      |      |